# Aerin
Aerin is een personage uit J.R.R. Tolkiens Midden-aarde.
Aerin is een bloedverwante van Húrin Thalion van het Huis van Hador. Zij leeft in Dor-lómin. Na de Nirnaeth Arnoediad geeft Morgoth Hithlum, het land waar de afstammelingen van Hador tot dan toe wonen en waar Dor-lómin onderdeel van uitmaakt, aan de Oosterlingen. Een van de Oosterlingen, Brodda, neemt Aerin tegen haar wil in tot zijn vrouw. In het geheim helpt zij Húrins vrouw Morwen. Wanneer Túrin Turambar, de zoon van Morwen, na lange omzwervingen terugkomt naar zijn geboorteland hoort hij van Aerin dat zijn moeder Hithlum is ontvlucht. Daarop ontsteekt hij in woede en doodt Brodda. Aerin, bang voor de woede van de Oosterlingen, verbrandt zichzelf vervolgens in haar eigen huis.
Een mogelijke betekenis van de naam Aerin is 'zij die naar de zee verlangt' in het Sindarijns.